# 阿努·瓦利亞
阿努·瓦利亞（英語：Anu Valia）是美國電視和電影導演、編劇、演員和製片人，因編導短片《Lucia, Before and After》而知名，該片獲得2017年日舞影展短片評委獎。

## 早期生活和教育
瓦利亞出生於印第安那州，並畢業於紐約大學。

## 職業生涯
瓦利亞自編自導了短片《Lucia, Before and After》，講述一名在德克薩斯州等待墮胎的年輕女子。該片獲得2017年日舞影展短片評委獎。2018年，瓦利亞加入洛杉磯製作公司Majority，該公司致力於為女性導演創造機會。
她曾執導過的節目包括《好想做一次》、《融合不容易》、《奧卡菲娜是來自皇后區的諾拉》、《愛情生活》、《大學預修生物課》和《慾望城市：華麗下半場》。
2020年7月，印度裔的瓦利亞被宣布為導師計畫首年的導師，該計畫將電視和電影業有抱負的南亞裔人才與可以在好萊塢指導他們的演員、作家和領導人聯繫起來。
2020年12月，漫威影業宣布瓦利亞將執導即將推出的Disney+網路影集，該劇設定在漫威電影宇宙中，將於2022年開播。

## 外部連結
- 阿努·瓦利亞在互联网电影资料库（IMDb）上的資料（英文）
- 阿努·瓦利亞的X（前Twitter）
- 個人網站 （页面存档备份，存于）